# USM Aïn Beïda
Der USM Aïn Beïda (Union sportive de la Médina Aïn Béïda / USMAB) ist ein algerischer Fußballverein aus Aïn Beïda. Er trägt seine Heimspiele im Stade du 24 avril aus.

## Geschichte
Der Verein wurde 1943 gegründet und spielte über viele Jahre in der Ligue Professionnelle 1 (Algerien). Zu einem Titel reichte es bisher nicht. Lediglich die Finalteilnahme 1996 im Algerian League Cup steht auf der Habenseite. Damit qualifizierten sie sich erstmals für den afrikanischen Wettbewerb und erreichte dort das Viertelfinale, wo sie an den angolanischen Verein Atlético Petróleos scheiterten.

## Statistik in den CAF-Wettbewerben
| Wettbewerb   | Runde         | Gegner                    | Hinspiel | Rückspiel |  |
| ------------ | ------------- | ------------------------- | -------- | --------- |  |
|              |               |                           |          |           |  |
| CAF Cup 1997 | 1. Runde      | Stade Malien              | 1:0 (H)  | 1:1 (A)   |  |
|              | 2. Runde      | Asante Kotoko             | 1:1 (A)  | 3:1 (H)   |  |
|              | Viertelfinale | Atlético Petróleos Luanda | 0:2 (A)  | 1:3 (H)   |  |